# Tansoba-Imiougou
Pour les articles homonymes, voir Imiougou.
Ne doit pas être confondu avec Tansobo-Tanguin.
Tansoba-Imiougou est une localité située dans le département de Boussouma de la province du Sanmatenga dans la région Centre-Nord au Burkina Faso.

## Éducation et santé
Le centre de soins le plus proche de Tansoba-Imiougou est le centre médical avec antenne chirurgicale (CMA) de Boussouma tandis que le centre hospitalier régional (CHR) se trouve à Kaya.
Tansoba-Imiougou possède un centre d'alphabétisation.